# Фармінгтон Тауншип (округ Клеріон, Пенсільванія)
Фармінгтон Тауншип (англ. Farmington Township) — селище (англ. township) в США, в окрузі Клеріон штату Пенсільванія. Населення — 1781 особа (2020).

## Демографія
Згідно з переписом 2010 року, у селищі мешкали 1934 особи в 800 домогосподарствах у складі 571 родини. Було 1820 помешкань
Расовий склад населення:
| - 99,2 % — білих - 0,1 % — корінних американців - 0,1 % — чорних або афроамериканців - 0,1 % — азіатів |

До двох чи більше рас належало 0,6 %. Частка іспаномовних становила 0,6 % від усіх жителів.
За віковим діапазоном населення розподілялося таким чином: 20,4 % — особи молодші 18 років, 62,4 % — особи у віці 18—64 років, 17,2 % — особи у віці 65 років та старші. Медіана віку мешканця становила 44,0 року. На 100 осіб жіночої статі у селищі припадало 102,7 чоловіків;  на 100 жінок у віці від 18 років та старших — 102,1 чоловіків також старших 18 років.
Середній дохід на одне домашнє господарство  становив 67 925 доларів США (медіана — 50 766), а середній дохід на одну сім'ю — 82 343 долари (медіана — 62 059). Медіана доходів становила 46 027 доларів для чоловіків та 31 042 долари для жінок. За межею бідності перебувало 11,1 % осіб, у тому числі 13,0 % дітей у віці до 18 років та 17,9 % осіб у віці 65 років та старших.
Цивільне працевлаштоване населення становило 796 осіб. Основні галузі зайнятості: освіта, охорона здоров'я та соціальна допомога — 33,5 %, виробництво — 14,9 %, будівництво — 12,8 %, роздрібна торгівля — 12,3 %.